# Чтец (фильм)
«Чтец» (англ. The Reader) — драма режиссёра Стивена Долдри по одноимённому роману-бестселлеру писателя Бернхарда Шлинка, входившему в списки самых популярных книг газеты The New York Times. Фильм посвящён памяти продюсеров фильма Сидни Поллака и Энтони Мингеллы, умерших во время работы над фильмом.
Премьера фильма состоялась в декабре 2008 года.

## Сюжет
Повествование, ведущееся от лица Михаэля (Майкла) Берга, охватывает почти сорокалетний период. Начинается оно в 1958 году в Западной Германии, в провинциальном городке Нойштадте. Далее — спустя восемь лет — оно переносится в Гейдельберг, где Михаэль изучает юриспруденцию. Заключительная часть истории происходит в 1990-е годы.
Юный Михаэль Берг, мальчишка пятнадцати лет, по дороге из школы внезапно заболевает. Единственным человеком, который предлагает ему помощь и доводит до дома, оказывается кондуктор трамвая, тридцатишестилетняя Ханна Шмиц. Спустя три месяца самочувствие Михаэля улучшается, и он приходит к своей спасительнице, чтобы отблагодарить её — не в последнюю очередь и по велению собственной матери.
Мальчика непреодолимо тянет к этой взрослой женщине, на следующий день он снова возвращается в её квартиру. Ханна просит помочь ей по хозяйству. Затем предлагает испачкавшемуся Михаэлю помыться в ванне, потом они занимаются любовью. Тайный роман стремительно вспыхивает, возлюбленные проводят вместе целые дни, и Ханна время от времени просит Михаэля почитать ей книги, сама каждый раз почему-то отказываясь читать их. Но спустя несколько месяцев Михаэль обнаруживает, что его возлюбленная исчезла, оставив пустую квартиру.
Проходит восемь лет. Михаэль учится на юридическом факультете и присутствует на показательном процессе в суде. К своему ужасу, среди подсудимых он обнаруживает Ханну. Его бывшая возлюбленная обвиняется в том, что работала надзирательницей в Освенциме и во время бомбёжки и начавшегося вслед за ней пожара не открыла двери трёмстам еврейским женщинам, которые укрывались в церкви и заживо там сгорели. Другие надсмотрщицы во время суда пытаются свалить большую часть вины на неё, говоря, что Ханна была их начальницей, и подтверждая это рапортом, будто бы написанным Ханной. Неожиданно, вспомнив о своих чтениях книг для Ханны, Михаэль понимает, что та была совершенно неграмотна и, следовательно, не могла написать этот документ. Это означает, что вина Ханны не превышает вины других надсмотрщиц, которых суд приговорил к менее длительным срокам заключения. Ханна же осуждена на пожизненное заключение. У Михаэля, таким образом, появляется возможность помочь своей бывшей возлюбленной. Он даже записывается на свидание с ней в тюрьме, но на половине пути разворачивается и возвращается обратно.
После развода с женой и визита в родной город десять лет спустя Михаэль начинает начитывать на магнитофон некоторые книги, которые он читал Ханне в прошлом. Записи этих книг он отправляет ей в тюрьму. Ханна, слушая запись рассказа «Дама с собачкой», сопоставляет её с текстом книги, которую взяла в тюремной библиотеке, и, таким образом, постепенно учится читать и писать. В фильме есть и другие отсылки к этому чеховскому рассказу.
Проходят годы. Михаэль по-прежнему посылает Ханне посылки, но не отвечает на её письма. Через 20 лет принимается решение об освобождении Ханны. Михаэль оказывается единственным её знакомым, способным поддержать на свободе, помочь с жильём и работой. Они встречаются в тюремной столовой после двадцативосьмилетней разлуки. Ханну волнует его отношение к ней, а Михаэля — её раскаяние в преступлении против человечества. За день до выхода из тюрьмы Ханну находят в камере повешенной. Перед самоубийством она завещает деньги, заработанные за время заключения, единственной оставшейся в живых узнице концлагеря, свидетельнице и жертве её преступлений, Илане Мазер. Михаэль посещает камеру Ханны после её смерти, видит книги, прочитанные ею, и получает от тюремной администрации деньги, завещанные Ханной. Он прибывает в Нью-Йорк и пытается передать их той самой бабушке, но она отказывается принять деньги Ханны, ведь принятие их будет означать прощение. Михаэль предлагает перевести деньги в какой-нибудь еврейский фонд по борьбе с неграмотностью от имени Ханны. Мисс Мазер не возражает, но в ответ поясняет, что у евреев без сомнения найдётся множество фондов, кроме того, что борется с неграмотностью и предлагает ему самому найти подходящий фонд и сделать пожертвование. При этом она оставляет себе жестяную банку, в которой Ханна хранила деньги: эта банка напомнила ей ту, что была у неё когда-то в детстве.
В самом финале Михаэль Берг посещает могилу Ханны Шмиц вместе со своей дочерью и рассказывает ей эту историю.

## В ролях
- Кейт Уинслет — Ханна Шмиц
- Рэйф Файнс — Михаэль Берг
- Давид Кросс — молодой Михаэль Берг
- Бруно Ганц — профессор Роль
- Бургхарт Клаусснер — судья
- Лена Олин — Роза Мазер / Илана Мазер
- Каролина Херфурт — Марта
- Ханна Херцшпрунг — Юлия
- Линда Бассетт — мисс Бреннер
- Фолькер Брух — Дитер
- Александра Мария Лара — молодая Илана Мазер
- Флориан Бартоломей — Томас Берг

## Работа над фильмом
Работа над экранизацией началась 19 сентября 2007 года в Берлине на киностудии в Бабельсберге.
В октябре 2007 года стало известно, что оператором фильма стал один из ведущих голливудских специалистов Роджер Дикинс, постоянный оператор братьев Коэнов, пятикратный номинант на премию «Оскар», а дизайнером костюмов выступит трёхкратная лауреатка премии «Оскар» Энн Рот, которая прежде четыре раза работала с Кидман и однажды с Файнсом.
В январе 2008 года производство фильма было поставлено под угрозу в связи с объявленной беременностью ведущей актрисы Николь Кидман. Кидман, для которой до этого две беременности завершились неудачно, решила не рисковать, принимая участие в фильме, и покинула проект в момент, когда тот был уже на четвёртом месяце съёмок. Спустя два дня после её отказа роль Ханны Шмиц была отдана британке Кейт Уинслет.
Сам образ Ханны Шмиц, по-видимому, собирателен, в нём прослеживаются черты и факты из жизни реальных надзирательниц концентрационных лагерей — Марии Мандель и её «ученицы» Гермины Браунштайнер.

## Сборы
Бюджет фильма составил тридцать два миллиона долларов. В ограниченном прокате с десятого декабря 2008, в широком прокате с тридцатого января по тринадцатое мая 2009. В первые выходные ограниченного проката собрал 168 051 $ (25 место, 8 кинотеатров), в первые выходные широкого проката — 2 380 376 $ (15 место, 1002 кинотеатров). Наибольшее число показов в 1203 кинотеатрах единовременно. За время проката собрал в мире 108 901 967 $ (56 место по итогам года) из них 34 194 407 $ в США (82 место по итогам года) и 74 707 560 $ в остальном мире.

## Награды и номинации

### Награды
- 2009 — премия «Оскар» за лучшую женскую роль (Кейт Уинслет)
- 2009 — премия «Золотой глобус» за лучшую женскую роль второго плана (Кейт Уинслет)
- 2009 — премия BAFTA за лучшую женскую роль (Кейт Уинслет)
- 2009 — премия «Выбор критиков» за лучшую женскую роль второго плана (Кейт Уинслет)
- 2009 — премия Гильдии киноактёров США за лучшую женскую роль второго плана (Кейт Уинслет)
- 2009 — премия Европейской киноакадемии лучшей европейской актрисе (Кейт Уинслет)

### Номинации
- 2009 — 4 номинации на премию «Оскар»: лучший фильм (Энтони Мингелла, Сидни Поллак, Донна Джильотти, Редмонд Моррис), лучший режиссёр (Стивен Долдри), лучший адаптированный сценарий (Дэвид Хэйр), лучшая операторская работа (Крис Менгес, Роджер Дикинс)
- 2009 — 3 номинации на премию «Золотой глобус»: лучший фильм — драма, лучший режиссёр (Стивен Долдри), лучший сценарий (Дэвид Хэйр)
- 2009 — 4 номинации на премию BAFTA: лучший фильм (Энтони Мингелла, Сидни Поллак, Донна Джильотти, Редмонд Моррис), лучший режиссёр (Стивен Долдри), лучший адаптированный сценарий (Дэвид Хэйр), лучшая операторская работа (Крис Менгес, Роджер Дикинс)
- 2009 — 2 номинации на премию «Выбор критиков»: лучший фильм, лучший молодой актёр или актриса (Давид Кросс)
- 2009 — номинация на премию канала MTV за лучшую женскую роль (Кейт Уинслет)
- 2009 — номинация на премию «Давид ди Донателло» за лучший европейский фильм (Стивен Долдри)
- 2009 — 2 номинации на премию Европейской киноакадемии: лучший фильм (Стивен Долдри, Донна Джильотти, Энтони Мингелла, Редмонд Моррис, Сидни Поллак), лучший европейский актёр (Давид Кросс)
- 2008 — 4 номинации на премию «Спутник»: лучший фильм — драма, лучший режиссёр (Стивен Долдри), лучшая женская роль — драма (Кейт Уинслет), лучший адаптированный сценарий (Дэвид Хэйр)